# Alberti von Poja

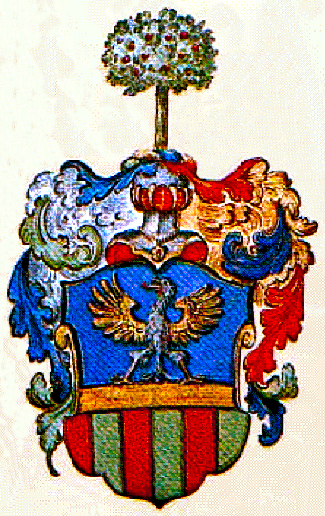
Wappen der Grafen Alberti von Poja 1558

Die Grafen Alberti von Poja,  auch Alberti di Pola, sind ein altadliges, ursprünglich  französisches Geschlecht, das in Oberitalien und Österreich zu Ansehen gelangte.

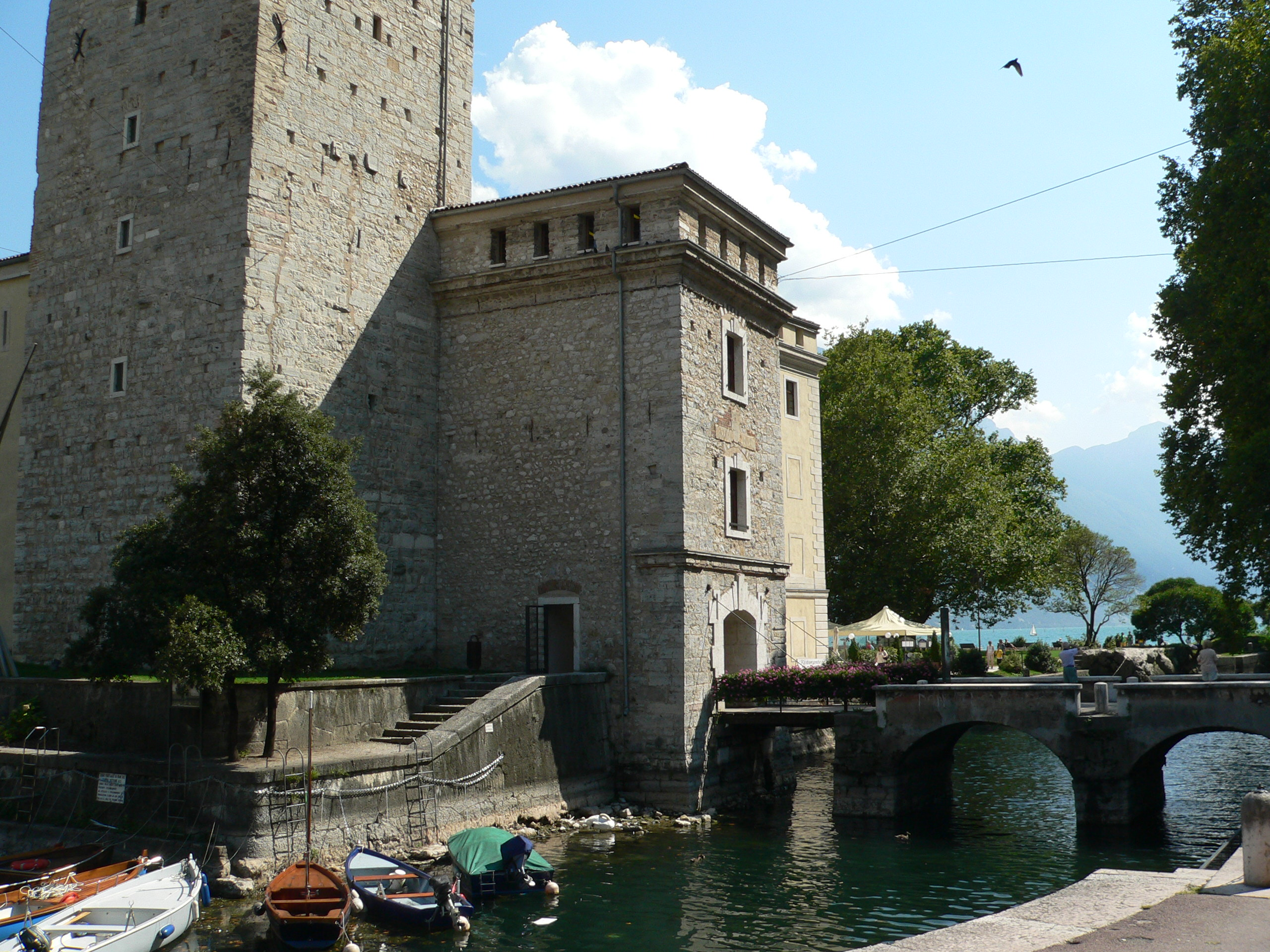
Rocca di Riva

## Geschichte
Die Familie hatte ihren Ursprung im französischen Hause d’Albert, denen auch die Herzöge von Luynes entstammen. Sie siedelte in Oberitalien. Während der Kämpfen zwischen Ghibellinen und Guelfen kamen sie von dort nach Trient, sodann Tirol, wo sie große Besitzungen erwarb, später auch nach Salzburg.
1550 kam der in einer Urkunde von 1565 erwähnte, angesehene Arzt Albertus von Alberti, der 1558 den Adelsstand von Kaiser Ferdinand I. bestätigt erhielt, von Poja in Judikarien nach Trient. Sein Enkel oder Sohn Bonaventura Alberti von Poja, vermählt mit Marina von Lutti, hatte seinen Palast im Pfarrbezirk von Santa Maria Maggiore. In dieser Kirche wurde auch Franziskus Seraphicus, der spätere Tridentier Bischof und eines von Bonaventuras Kindern, am 22. Mai 1610 getauft.

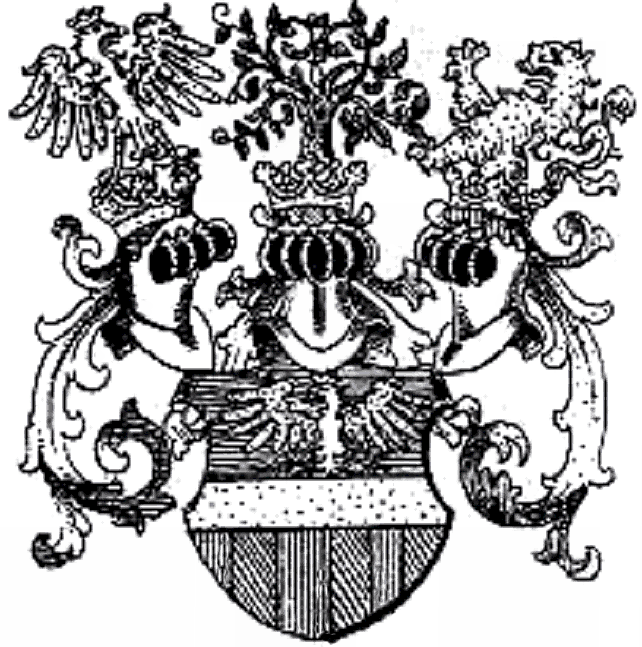
Wappen der Reichsritter Alberti von Poja 1683

Die Reichsritter Alberti von Poja (19. Februar 1693 zu Wien) wurden 1683 in der Tiroler Adelsmatrikel Matricula Tirolensis aufgenommen und gehörten ab 1763 auch dem Ritterstand der Salzburger Landstände an. Ihr Wappen erschien schon in der Salzburger Landtafel von 1705.
Reichsritter Franz Anton (Francesco Antonio) Alberti de Poja (1646–1722) und Eleonora Bonelli di Cavalese hatten zahlreiche Kinder, darunter Johann Baptist Anton (Giovanni Battista Antonio) Alberti de Poja (1690–1764), langjähriger Hofkanzler des Fürstbischofs von Trient. Einer seiner Söhne war Albert(o) Vigil(io) (1735–1811). Drei ihrer Söhne, Albert(o) Vigil(io) (1735–1811), fürstbischöflich trientinischer Vizekanzler sowie der fürstlich salzburgische Hofkammerrat Anton Clemens (Antonio Clemente) und der Domherr zu Trient, Franz Anton (Francesco Antonio), wurden am 20. März 1774 den Reichsgrafenstand erhoben.
Die Familie blühte in zwei Linien, der älteren Linie zu Rovereto, gestiftet von Graf Franz Alberti von Poja (1744–1822), und der jüngeren Linie in Trient, gestiftet von Graf Johann Baptist (1748–1796).
Die Alberti von Poja sind im Mannesstamm erloschen. Sie dürfen nicht mit dem Geschlecht der Grafen Alberti von Enno oder dem der Grafen von Pola verwechselt werden, die auch unterschiedliche Wappen führen.

## Persönlichkeiten
- Franziskus Seraphicus Alberti von Poja (1610–1689) war Fürstbischof von Trient.[9]
- Johann Baptist Anton Alberti de Poja (* 1690; † 1764) studierte in Salzburg und war 42 Jahre lang Hofkanzler des Fürstbischofs von Trient. Um 1713 heiratete er Ursula Arcangela Saraceni, mit der er zahlreiche Kinder hatte, darunter Albert Vigil.[6]
- Albert Vigil Graf Alberti von Poja (* 1735; † 1811), Sohn des Obigen war Schlosshauptmann von Rocca di Riva (1768–1790), sodann fürstbischöflich trientnerische Rat und Vizekanzler am Hofe von Fürstbischof Peter Michael Vigil von Thun und Hohenstein in Trient. Ihm wurde am 20. März 1774 der Reichsgrafenstand erteilt.[7]
- Franz Graf Alberti von Poja (* 8. Oktober 1744 in Trient;  † 9. August 1822 ebenda) war Präsident des k. k. Landrechts zu Innsbruck, vermählt seit 1766 mit Eleonore Freiin Piamarta von Langenfeld (1758–1823).
- Bartholomäus Graf Alberti von Poja, (* 15. Januar 1777 in Rovereto; † 11. April 1836 ebenda), Sohn des Obigen, war ein k. k. Kämmerer und Feldmarschallleutnant (7. April 1833),[10] vermählt mit Maria Theresia Kwietan von Rosenwaldt (1780–1835).
- Albert Graf Alberti von Poja (* 28. Dezember 1777 in Rovereto; † 15. August 1856 ebenda), Bruder des Obigen, war k. k. Tribunalrat zu Bergamo verheiratet mit Freiin Prandi von Ulmenhorst.[11]
- Franz Graf Alberti von Poja (* 15. Februar 1815; † 1852), war k. k. Appelationsgerichtsrat, verheiratet mit Elisabeth Gräfin von Consolati zu Heiligenbrunn.
- Emil Graf Alberti von Poja (* 19. März 1837; † 14. Oktober 1914 in Triest) war Zögling der k. k. Ingenieurakademie, Offizier, später Präsident der Hagel- und Rück-Versicherungs-Gesellschaft „Meridionale“ in Triest.[12] war der Vater von Olga (1866–1957), Gattin des Grafen Joseph Ludwig Marenzi von Tagliuno und Talgate aus seiner Ehe mit Emma Freiin Scrinzi von Montecroce (1838–1915).

## Wappen

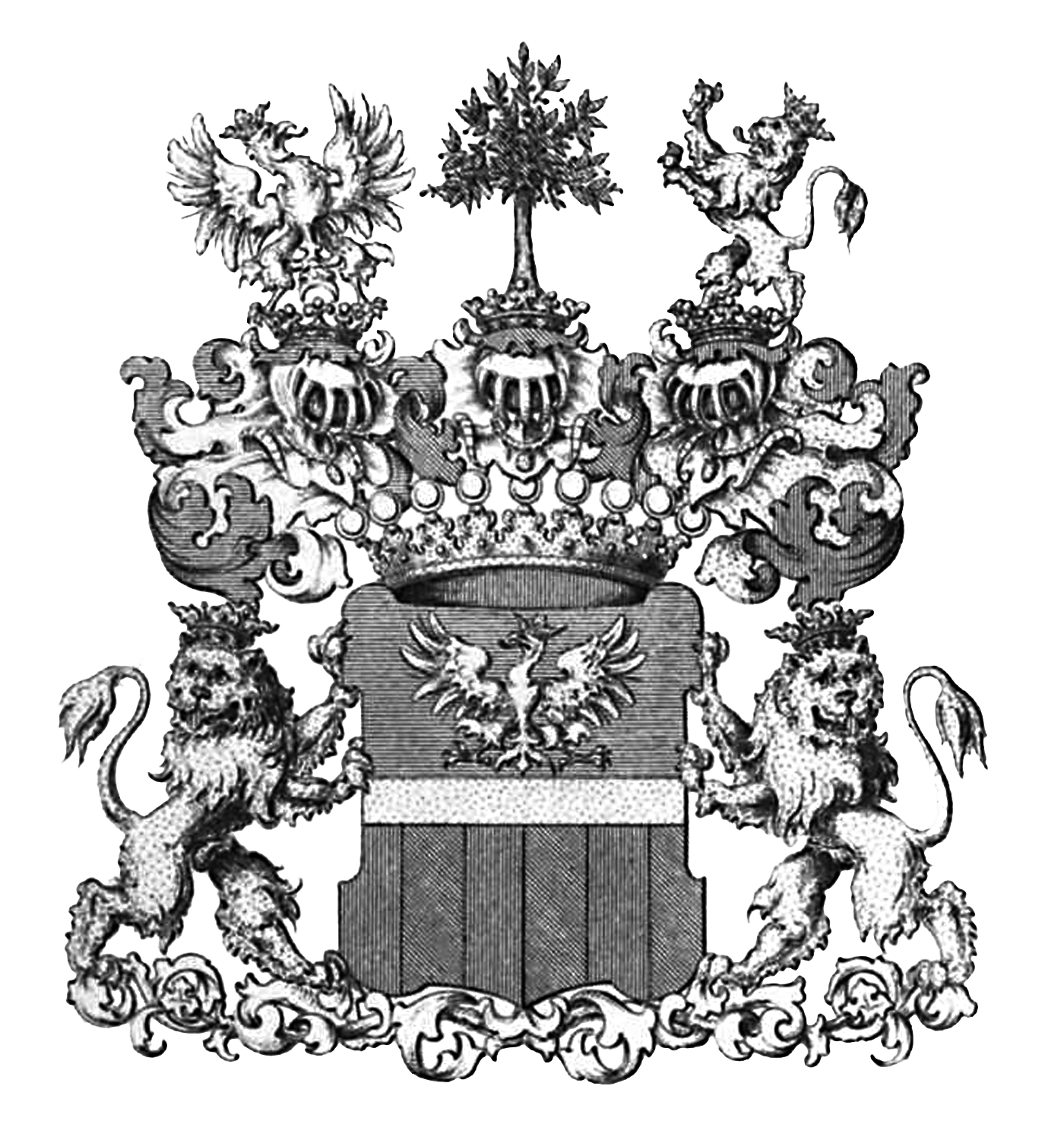
Wappen der Grafen Alberti von Poja 1774

1774: Schild quergeteilt durch einen güldenen Balken; oben ein rechtssehender silberner, goldgewaffneter und gekrönter Adler mit ausgebreiteten Flügeln in Blau; unten von Rot und Grün sechsmal der Länge nach geteilt. Über der Grafenkrone drei gekrönte Helme; der rechte Helm trägt den Adler, der mittlere einen befruchteten Lorbeerbaum und der linke einen gekrönten goldenen einwärtsspringenden Löwen. Die Decken des rechten Helmes sind blau und silbern, die des mittleren grün und silbern und die des linken rot und golden. Den Schild ballen zwei auswärtssehende goldene gekrönte Löwen. — Im Wappenbuch der österreichischen Monarchie steht in dem oberen Teil des Schildes in Silber ein schwarzer, goldbewehrter Adler und in dem unteren in Grün drei rote Pfähle.